# Extraction Forces
Een Extraction Force is een onderdeel van een strijdmacht met als doel het ontzetten van EU- en NAVO-militairen en eventuele Field Liaison Teams (FLT).
Binnen de samenstelling van Task Force Fox, die in 2001 en 2002 taken uitvoerde in Macedonië, waren drie Extraction Forces aanwezig: een Duitse, een Franse en een Italiaanse compagnie.
Extractie komt uit het Latijn en betekent wegnemen of verwijderen. 